# Front de gauche (France)
Pour les articles homonymes, voir Front de gauche et FDG (homonymie).
Le Front de gauche (initialement Front de gauche pour changer d'Europe) était une coalition de partis politiques français, mise en place par le Parti communiste français (PCF), le Parti de gauche (PG) et la Gauche unitaire (GU) lors des élections européennes de 2009. Souhaitant rassembler les forces de la gauche antilibérale hostiles notamment à l'Europe libérale et à la ratification du traité de Lisbonne, cette formation rassemble plusieurs tendances de la gauche communiste, socialiste, écologiste, républicaine, de gauche radicale ou d'extrême gauche.
Ses composantes nationales initiales sont le Parti communiste français, le Parti de gauche, la Gauche unitaire, la Fédération pour une alternative sociale et écologique (FASE), République et socialisme (R&S), Convergences et alternative (C&A), le Parti communiste des ouvriers de France (PCOF), la Gauche anticapitaliste (GA) et le mouvement politique Les Alternatifs. Plusieurs d'entre elles (Les Alternatifs, C&A, la FASE, la GA, une partie de GU) ainsi que des militants non encartés se sont rassemblées dans Ensemble ! en 2013.
En 2016, Jean-Luc Mélenchon annonce unilatéralement la fin de la coalition et fonde La France insoumise. Le PCF acte la fin du Front de gauche en 2018.

## Création
Front de gauche est une marque déposée à l'INPI, le 4 avril 2013 par Gabriel Amard, gendre de Jean-Luc Mélenchon.

## Composition et orientations politiques

### Objectifs et déclaration de principes
La déclaration de principe de constitution du Front proclame :

« Le Front de gauche s'inscrit dans le meilleur des traditions du mouvement ouvrier, des combats républicains, des mouvements sociaux et de l'écologie politique. Il vise à rassembler l'ensemble des forces qui entendent promouvoir une véritable politique de gauche, les acteurs et actrices du mouvement syndical, social, altermondialiste et associatif qui sont disposés à s'engager dans cette démarche, les citoyens et citoyennes qui partagent cette ambition. »

### Composition politique

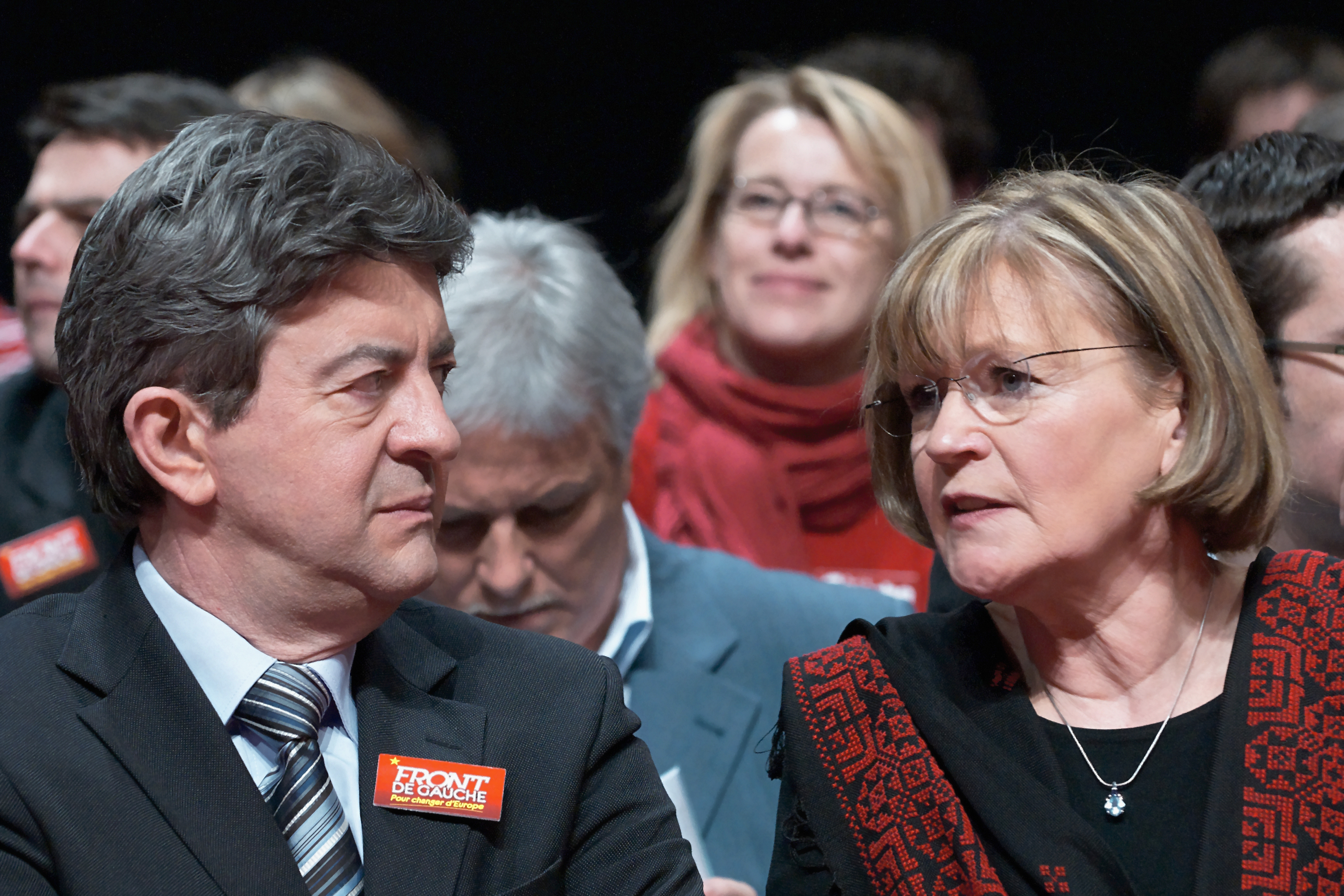
Jean-Luc Mélenchon, président du Bureau national du Parti de gauche et Marie-George Buffet, secrétaire nationale du Parti communiste français, lors d'un meeting du Front de gauche au Zénith de Paris, le 8 mars 2009.

Premier logo.

Le Front de gauche procède au départ d'un accord électoral entre le Parti de gauche et le Parti communiste français. Le 18 novembre 2008, les deux partis annoncent officiellement leur alliance, qu'ils qualifient de « partenariat », dans le cadre d'un « front de gauche pour une autre Europe démocratique et sociale, contre la ratification du traité de Lisbonne et les traités européens actuels. » Le Front de gauche est présenté comme s'adressant « à tous ceux qui veulent construire une autre Europe en rupture avec l’orientation libérale du traité de Lisbonne : aux partis politiques comme aux citoyens pour qu’ensemble nous changions vraiment la donne », affichant l'objectif de rassembler toutes les formations politiques de gauche hostiles au traité de Lisbonne sans exclusive, de la gauche antilibérale à l'extrême gauche, dans la perspective de passer en tête de toutes les forces politiques en termes de suffrages afin d'inverser les rapports de forces à gauche.
Fin 2012, sont effectivement membres du Front de gauche les partis et organisations politiques suivantes.
- Convergences et alternative, ancien courant minoritaire du NPA (issu comme GU du courant Unir). C&A a décidé lors de son conseil national des 8 et 9 avril 2011 de quitter le NPA pour rejoindre le Front de gauche[11]. Son adhésion est officialisée lors de sa réunion nationale avec les autres composantes du Front les 2 et 3 juillet 2011[12].
- La Fédération pour une alternative sociale et écologique (FASE), regroupant les « Communistes unitaires » et des personnalités comme Clémentine Autain. Le 11 juin 2011, à la suite de la conférence nationale du PCF des 4 et 5 juin, la FASE annonce dans un communiqué son ralliement national au Front de gauche et son soutien à Jean-Luc Mélenchon pour l'élection présidentielle de 2012[11]. Le 17 juin 2011, son adhésion est officialisée lors d'une réunion avec le PCF, R&S et le PG[13].
- La Gauche anticapitaliste (GA), courant unitaire pour l'écosocialisme, ancienne fraction minoritaire et scission la plus importante du NPA. Le 8 juillet 2012, la GA décide d'intégrer le Front de gauche[14],[15] après avoir obtenu 22,25 % des voix des militants pour la Conférence nationale du NPA des 7 et 8 juillet 2012[16].
- Le Parti communiste des ouvriers de France (PCOF) est un parti politique d'extrême gauche, qui se définit comme marxiste-léniniste et révolutionnaire. Le PCOF a fait liste commune avec le Front de gauche dans quelques régions lors des élections régionales de 2010. Le 3 octobre 2011, il annonce à son tour son intégration au Front de gauche[17].
- Le Parti communiste français (PCF). Il est la plus ancienne et la plus importante composante de l'alliance, tant en termes d'effectif militants que de nombre d'élus et de moyens financiers.
- Le Parti de gauche (PG) fondé en février 2009 et coprésidé par Jean-Luc Mélenchon. Procédant au départ d'une scission du PS, le PG se conçoit un parti « creuset » se réclamant du socialisme, de l'écologie et de la République. Il revendique 12 000 adhérents en 2012.
- Les Alternatifs, votent le 18 novembre 2012 en congrès leur participation au Front de gauche et appellent, dans ce cadre, à la construction d’un « pôle de gauche alternative et écologiste »[18],[19]. Cette décision a fait l'objet d'intenses débats internes et provoqué la mise en retrait de plusieurs sections locales, alors que les Alternatifs avaient auparavant quitté la FASE par désaccord avec le choix de celle-ci de rentrer au Front de gauche[20]. Ils ont cependant apporté leur soutien à la candidature de Jean-Luc Mélenchon à l'élection présidentielle[21].
- République et socialisme, scission de la minorité du MRC favorable à la participation au Front de gauche lors des élections européennes. Son adhésion effective au Front de gauche est validée le 17 juin 2011[11].

En novembre 2013, les Alternatifs, Convergences et alternative, la Fédération pour une alternative sociale et écologique, la Gauche anticapitaliste, des militants de Gauche unitaire et des personnalités précédemment non-membres d'une organisation politique lancent Ensemble !, un mouvement politique commun membre du Front de gauche.
Plusieurs partis et mouvements ont pu exprimer leur soutien au Front de gauche sans pour autant en faire partie : le Mouvement politique d'émancipation populaire, l'Alternative démocratie socialisme, le Rassemblement des cercles communistes, l'Organisation femmes égalité et le Mouvement jeunes communistes de France.

### Étiquette politique
Le Front de gauche étant constitué de plusieurs partis et mouvements de différents horizons, il est alternativement désigné comme faisant partie de la gauche communiste, gauche antilibérale, gauche anticapitaliste, gauche radicale, « gauche de la gauche » ou parfois de l'extrême gauche (appellation utilisée par exemple par Alain Juppé ou le quotidien Le Figaro).
Concernant la qualification de parti d'extrême gauche, les analyses politiques ne sont pas concordantes, Jean-Luc Mélenchon lui-même réfutant cette étiquette.
- Dans un ouvrage consacré aux partis de la gauche anticapitaliste en Europe, les politologues Jean-Michel De Waele et Mathieu Vieira affirment que le PCF et le PG appartiennent à « l'aile gauche de la social-démocratie », l'une des trois composantes qui, selon eux, constituent la « famille de la gauche anticapitaliste en Europe occidentale »[30].
- Eddy Fougier, chercheur associé à l'Institut de relations internationales et stratégiques et spécialiste de l’extrême gauche « ne pense pas » pour sa part que le FG puisse être classé à l’extrême gauche, et ce en raison de sa capacité à être associé au pouvoir par le biais d’alliance. Néanmoins il relève qu’« il y a des parallélismes qui peuvent exister entre FG et FN : sur une critique féroce des élites, et ce qu'on peut appeler un populisme, sans nécessairement de connotation négative », en notant toutefois les valeurs différentes prônées par ces deux partis : au FG, « le problème c'est le banquier et pas l'immigré »[31].
- Interrogé sur l'appartenance de Jean-Luc Mélenchon à l'extrême gauche, le politologue Vincent Tiberj précise[32] : « On n’a jamais pu déterminer de véritable clivage entre gauche et extrême gauche : c’est le même univers et donc les mêmes électeurs. » L'absence de différences sociologiques entre l'électorat du Parti socialiste et celui du Front de gauche, et les résultats inattendus enregistrés lors des dernières élections présidentielles marquent pour lui une recomposition et une volonté de cet électorat, peut-être volatil, de peser sur la politique du Parti socialiste, afin d'éviter qu'elle ne se rapproche trop de celle du centre[33]. Pour le député Marc Dolez, qui a quitté le Parti de gauche en décembre 2012, tout en restant actif au Front de gauche, c’est « la stratégie « Front contre Front » » qui aurait « cornérisé » le FG à « l’extrême gauche », aidée indirectement par la stratégie de Jean-Luc Mélenchon d’opposer PS et FG comme « deux gauches irréconciliables » et de faire appel au « mythe du recours »[34].
- L'historien Jérôme Grondeux et le politologue Laurent Bouvet récusent également cette classification, qui entre selon eux dans une « stratégie d'assimilation du Front de gauche au Front national » menée par l'UMP pour des raisons stratégiques[35] (la classification d'extrême servant usuellement de « repoussoir »).
- Pour sa part, le journaliste politique Laurent de Boissieu récuse l'idée que le Front de gauche puisse être qualifié de mouvement d'extrême-gauche, quand bien même cette coalition comporte, aux côtés de partis de gauche, trois composantes, minoritaires, relevant effectivement de l'extrême-gauche. Il attribue ce qu'il considère comme une « contre-vérité », à une volonté de l'UMP de condamner moralement le PS qui a fait alliance avec le Front de gauche, voire de préparer de son côté une alliance avec le Front national[36].

### Programme
Pour l'élection présidentielle de 2012, le Front de gauche et son candidat commun Jean-Luc Mélenchon, ont présenté un programme divisé en neuf thèmes :
- Convoquer l’assemblée constituante de la VIe république : convoquer une assemblée constituante pour fonder une nouvelle République, abroger la réforme des collectivités, rétablissement de la proportionnelle à toutes les élections.
- La France pour changer le cours de la mondialisation : retrait des troupes françaises d’Afghanistan, retrait de la France de l’OTAN, reconnaissance de l'État de Palestine par la France, mise en place d'un Fonds de coopération solidaire financé par une taxe de type Tobin, annulation de la dette des pays pauvres.
- La planification écologique : nationalisation d'EDF, de GDF, de Total et d'Areva pour créer un pôle 100 % public de l'énergie, la création d'un service d'eau public national, une nouvelle politique de transport pour promouvoir les transports collectifs et taxer le transport de marchandises non vital.
- La République pour de vrai : réaffirmation de la loi de séparation des Églises et de l'État, création du ministère des Droits des femmes et de l'Égalité, abrogation de la loi HADOPI, régularisation des sans-papiers, création d'emplois dans les services publics.
- L’émancipation humaine en tête : création d'emplois dans l'éducation publique, dépenses de 1 % du PIB sur les arts et la culture, doubler les investissements dans la recherche.
- Partager les richesses et abolir l’insécurité sociale : interdire les licenciements boursiers, augmenter le salaire minimum (SMIC) à 1 700 euros, instaurer un écart maximum de salaire de 1 à 20 pour toutes les entreprises, droit à la retraite à 60 ans à taux plein, arrêt de la RGPP, salaire maximum fixé à 360 000 euros par an, rétablissement des 35 heures.
- Produire autrement : création d'un nouveau modèle de développement et de croissance économique respectueuse de l'environnement et des individus, redéfinition des priorités industrielles, nouveaux droits pour les salariés, la création d'un indicateur de bonheur national brut.
- Reprendre le pouvoir aux banques et aux marchés financiers : changer les missions de la banque centrale européenne pour une politique monétaire en faveur de l'emploi et du développement des services publics, augmentation de l'impôt sur les plus-values et de l'impôt de solidarité sur la fortune (ISF), blocage des échanges de capitaux avec les paradis fiscaux, taxation sur les revenus financiers, création d’un Fonds national et de fonds régionaux pour l’emploi et la formation.
- S’affranchir du traité de Lisbonne et construire une autre Europe : abrogation du traité de Lisbonne, opposition du Pacte pour l’Euro+, création d’un Fonds de développement social, écologique et solidaire européen, refonte des statuts et missions de la BCE.

Le Front de gauche a également proposé l'autorisation d'un mariage homosexuel, de l'adoption homoparentale, du droit de vote des étrangers, de l'euthanasie et de la reconnaissance constitutionnelle de l'avortement..

### Soutien de personnalités au Front de gauche
Le Front de gauche a reçu le soutien de nombreuses personnalités scientifiques, économistes, littéraires, philosophes, et du monde du spectacle.
- Le front revendique le soutien de 42 économistes[38] qui enseignent et travaillent dans 18 universités et organismes de recherche à la suite d'un appel lancé le 2 mai, parmi lesquels Jacques Sapir et Dominique Plihon.
- Parmi les personnalités françaises :
  - Didier Motchane, un des fondateurs du Parti socialiste en 1971 (congrès d'Épinay)[39].
  - Le militant Bernard Cassen[40] d'Attac.
  - Le poète Jean Ristat.
  - Le politologue Paul Ariès, rédacteur en chef du journal Le Sarkophage.
  - Le psychanalyste Gérard Miller[41].
  - Les acteurs Anémone, Ariane Ascaride[42], Jean-Pierre Darroussin, Yvan Le Bolloc'h[41], Jacques Weber[41], Bruno Solo et Sophie de La Rochefoucauld.
  - Les biologistes Jacques Testart et Albert Jacquard.
  - Les chanteurs Jean Ferrat, Ridan, François Hadji-Lazaro, Agnès Bihl, Magyd Cherfi[43], Bernard Lavilliers[44], La Parisienne Libérée[45] (Mediapart) et Sanseverino.
  - Les cinéastes Robert Guédiguian, Gérard Mordillat, René Vautier[46].
  - Les dessinateurs Al Coutelis, Charb[47], Babouse et Chimulus.
  - Les écrivains Patrick Chamoiseau, Didier Daeninckx, Edmonde Charles-Roux, Annie Ernaux[48], Pierre Bergounioux, Jean Vautrin[41].
  - Les humoristes Guy Bedos[49], Gérald Dahan et Christophe Alévêque.
  - Les journalistes Marcel Trillat, Jean-François Tealdi, grand reporter de France 3[50] et Ignacio Ramonet[51] du Monde diplomatique.
  - Les musiciens Gérard Jouannest, Bernard Lubat et Arnaud Dumond[52].
  - Les philosophes Henri Peña-Ruiz[53], Régis Debray[54] et Jean-Louis Sagot-Duvauroux[41].
  - Les sociologues Michel Pinçon et Monique Pinçon-Charlot[55] et Gérard Mauger.
  - Les syndicalistes Maryse Dumas, ex membre du Bureau confédéral de la Cgt[39] et Didier Le Reste.
  - L'artiste plasticien Ernest Pignon-Ernest.
  - L'historienne Michèle Riot-Sarcey[41].
  - Marie-Thérèse Mutin, ex-membre de la direction du PS et ancienne secrétaire fédérale socialiste de Côte-d'Or[56].
  - Pierre Ascaride, acteur, metteur en scène, auteur, directeur de théâtre.
- Personnalités internationales qui soutiennent le Front de gauche :
  - Aléxis Tsípras, Premier ministre grec, président de SYRIZA, et Vice-Président du Parti de la gauche européenne.
  - Cayo Lara, député espagnol, coordinatrice fédérale et internationale de Izquierda Unida.
  - Evo Morales, président de la République de Bolivie[57].
  - Leïla Shahid, déléguée générale de l'Autorité palestinienne auprès de l'Union européenne.
  - Oskar Lafontaine[58], ancien ministre des Finances d'Allemagne, coprésident du parti allemand Die Linke (La Gauche), ancien président du SPD (Parti social démocrate allemand).
  - Rafael Correa, Président de la République d’Équateur.
  - Samir Amin, président du forum social des alternatives.
  - Xosé Manuel Beiras, économiste galicien, porte-parole national d'Anova-Fraternité nationaliste, parti galicien de gauche, et porte-parole du groupe parlementaire de Alternative galicienne de gauche.

## Élections européennes de 2009

### Négociations avec les autres partis
Dans leur premier communiqué commun, le PCF et le PG ont présenté le Front comme ouvert « à tous les partis qui se sont engagés dans la bataille du « non » de gauche contre le projet de Traité Constitutionnel Européen », appelant le Nouveau Parti anticapitaliste (NPA), le Mouvement républicain et citoyen (MRC) de Jean-Pierre Chevènement et les Alternatifs à rejoindre leur coalition.
Le Nouveau Parti anticapitaliste (NPA) a d'emblée été réservé sur une éventuelle alliance avec le Front de gauche, ses membres considérant les bases politiques du Front comme étant insuffisantes, posant notamment comme préalable une alliance « durable » incluant les élections régionales de 2010, et en toute indépendance du Parti socialiste. Le NPA s'est dit ainsi « favorable à un accord durable de toutes les forces qui se réclament de l'anticapitalisme » autour de trois conditions : une unité « sur un contenu réel » anticapitaliste, une unité liée au terrain et aux luttes sociales et écologiques, une unité durable « qui ne soit pas un cartel électoral sans lendemain ». Le conditionnement d'un accord aux élections européennes à celui d'un accord aux élections régionales n'a finalement pas été accepté par le PCF et le PG, et le NPA a dénoncé ce qu'il qualifie de lancement unilatéral de la campagne du Front de gauche — et l'annonce de ses têtes de listes dans la majorité des régions — avant que les discussions ne soient arrivées à leur terme. Le Conseil politique national vote donc le 8 mars 2009, à une écrasante majorité (96,3 %), un texte qui « prend acte du désaccord » avec le Front de gauche.
Christian Picquet, chef de file de l'association Unir qui a soutenu l'amendement minoritaire sur les européennes (16 %) puis le texte favorable à une participation au Front de gauche (3,7 %), estime toutefois que son parti ne peut raisonnablement pas se priver de cette alliance, souhaitant à ce titre qu'il la rejoigne « sans conditions ». Considérant que le NPA fait une « lourde faute politique », Christian Picquet annonce finalement le 8 mars 2009, lors du meeting de lancement du Front de gauche au Zénith de Paris, qu'il fonde son propre mouvement, la « Gauche unitaire », afin de participer au front de gauche, provoquant du même coup une scission au sein d'Unir et sa dissolution. La Gauche unitaire se présentera donc sur les listes du Front de gauche aux côtés des autres organisations signataires.
Le Front ne ferme toutefois pas la porte au NPA, soulignant des points de convergence en matière économique. D'après le Front de gauche, les divergences portent essentiellement sur la question des relations avec le PS. Le PCF et le PG sont en effet généralement favorables à des accords de désistement avec les listes et candidats du PS entre les deux tours dans le cadre d'élections prévoyant deux tours de scrutin (ce qui n'est pas le cas des élections européennes), afin de ne pas permettre la victoire d'une droite minoritaire mais unifiée face à une gauche majoritaire mais divisée. Le Parti de gauche se dit également favorable à l'idée de gouverner avec le PS en cas de majorité à gauche, à la seule condition que ce gouvernement ne soit pas dominé par le « social-libéralisme », une perspective qu'il estime rejetée par le NPA.

### Constitution des listes
La composition des listes du Front de gauche est bouclée depuis le 28 mars 2009, après ajustements à la suite des refus des Alternatifs et du MRC, pour lesquels plusieurs places étaient préventivement réservées, de prendre part au scrutin. Circonscription par circonscription, cela donne trois têtes de liste de grande région au Parti communiste, trois au Parti de gauche et une à une personnalité non issue de ces deux partis. Au total, 43,5 % des candidats sont issus du PCF, 33,5 % viennent du PG et 23 % sont connus « pour leur rôle d’animateurs dans le mouvement social et/ou politique ».
- Circonscription Île-de-France : liste menée par Patrick Le Hyaric (PCF), directeur de L'Humanité. Christian Picquet (GU) est troisième de liste.
- Circonscription Nord-Ouest : liste menée par Jacky Hénin (PCF), député européen et ancien maire de Calais. Un candidat de la Gauche unitaire est second de liste.
- Circonscription Ouest : liste menée par Jacques Généreux (PG), secrétaire national à l'économie du Parti de gauche.
- Circonscription Est : liste menée par Hélène Franco (PG), secrétaire générale du Syndicat de la magistrature, animatrice de la commission « Justice et libertés » du Parti de gauche.
- Circonscription Massif central-Centre : liste menée par Marie-France Beaufils (PCF), sénatrice-maire de Saint-Pierre-des-Corps. Patrick Charles (ADS-CAP), est second de liste.
- Circonscription Sud-Ouest : liste menée par Jean-Luc Mélenchon (PG), sénateur de l'Essonne, président du Bureau national du Parti de gauche.
- Circonscription Sud-Est : liste menée par Marie-Christine Vergiat (non encartée), présidente du comité départemental de la Ligue des droits de l'homme de Seine-Saint-Denis, ancienne militante PS[68]. Le second de liste est Karim Ghendouf, conseiller régional (PCF)[69].
- Circonscription Outre-Mer : soutien à la liste de l'Alliance des Outre-mers (PCR, RDM, etc.)[70].

Quelques candidats :

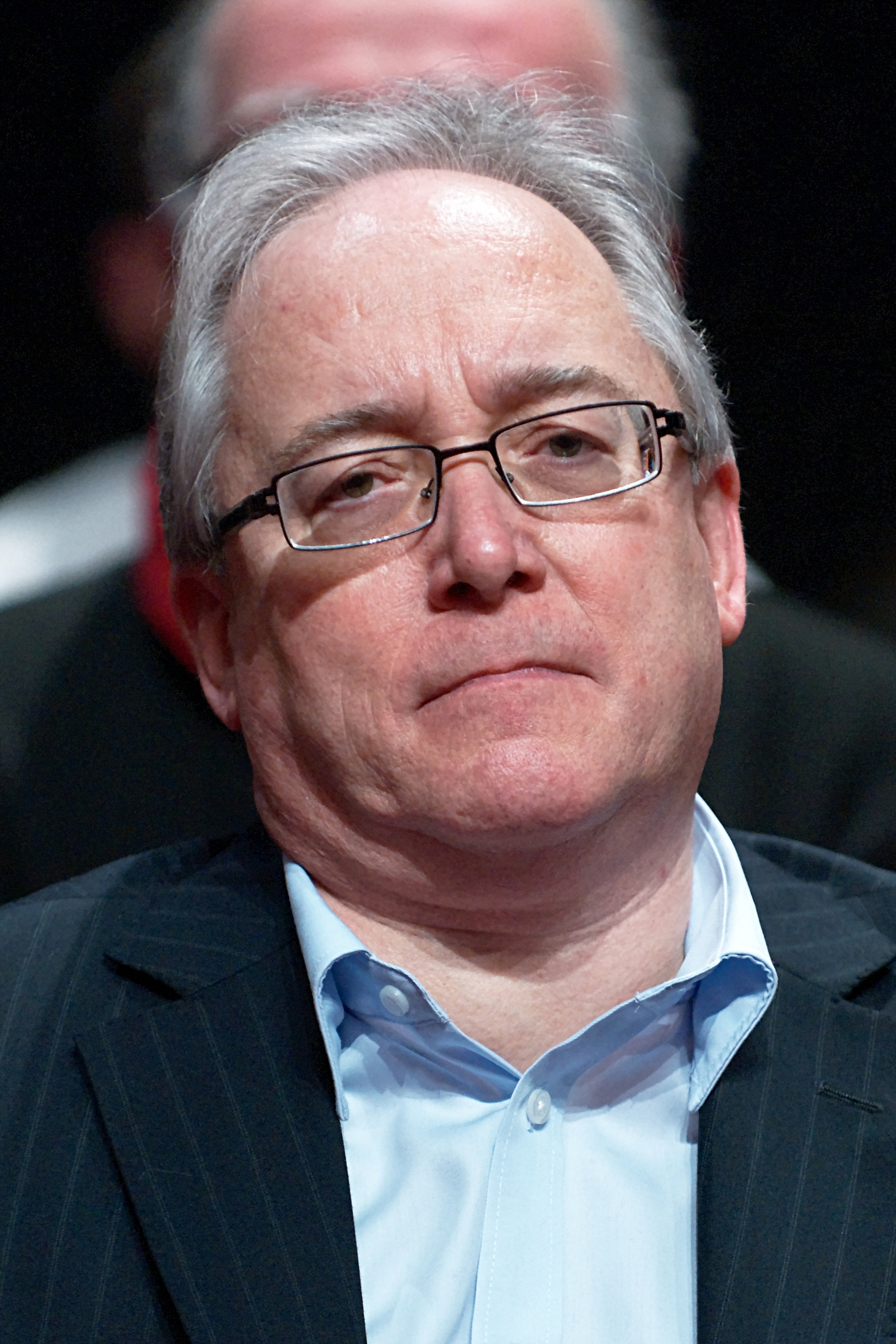
Christian Picquet porte-parole de Gauche unitaire, candidat en Île-de-France.
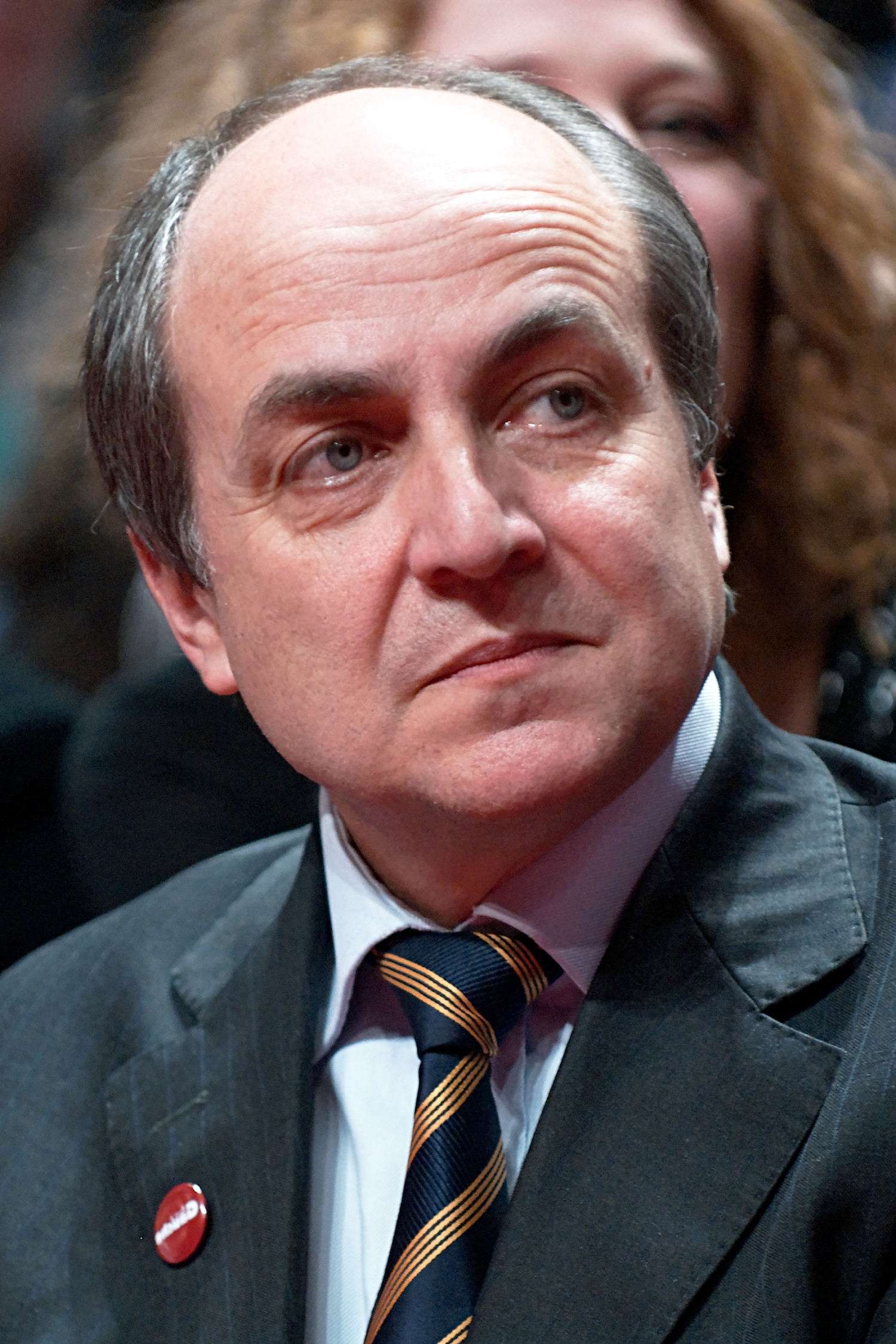
Jacques Généreux, tête de liste dans la circonscription Ouest.
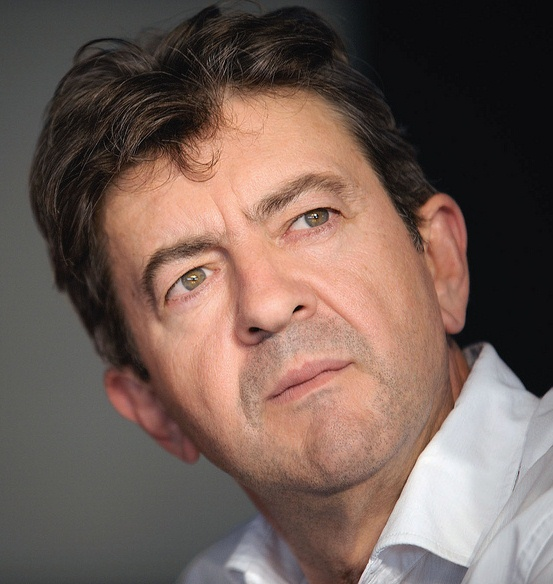
Jean-Luc Mélenchon, tête de liste dans la circonscription Sud-Ouest.
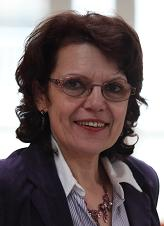
Marie-Christine Vergiat, tête de liste dans la circonscription Sud-Est.
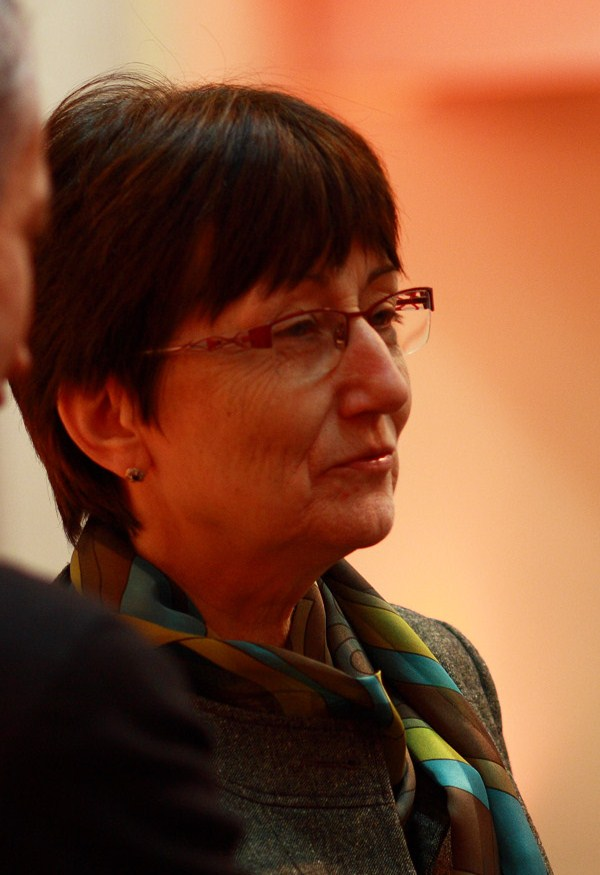
Marie-France Beaufils, tête de liste dans la circonscription Massif Central-Centre.
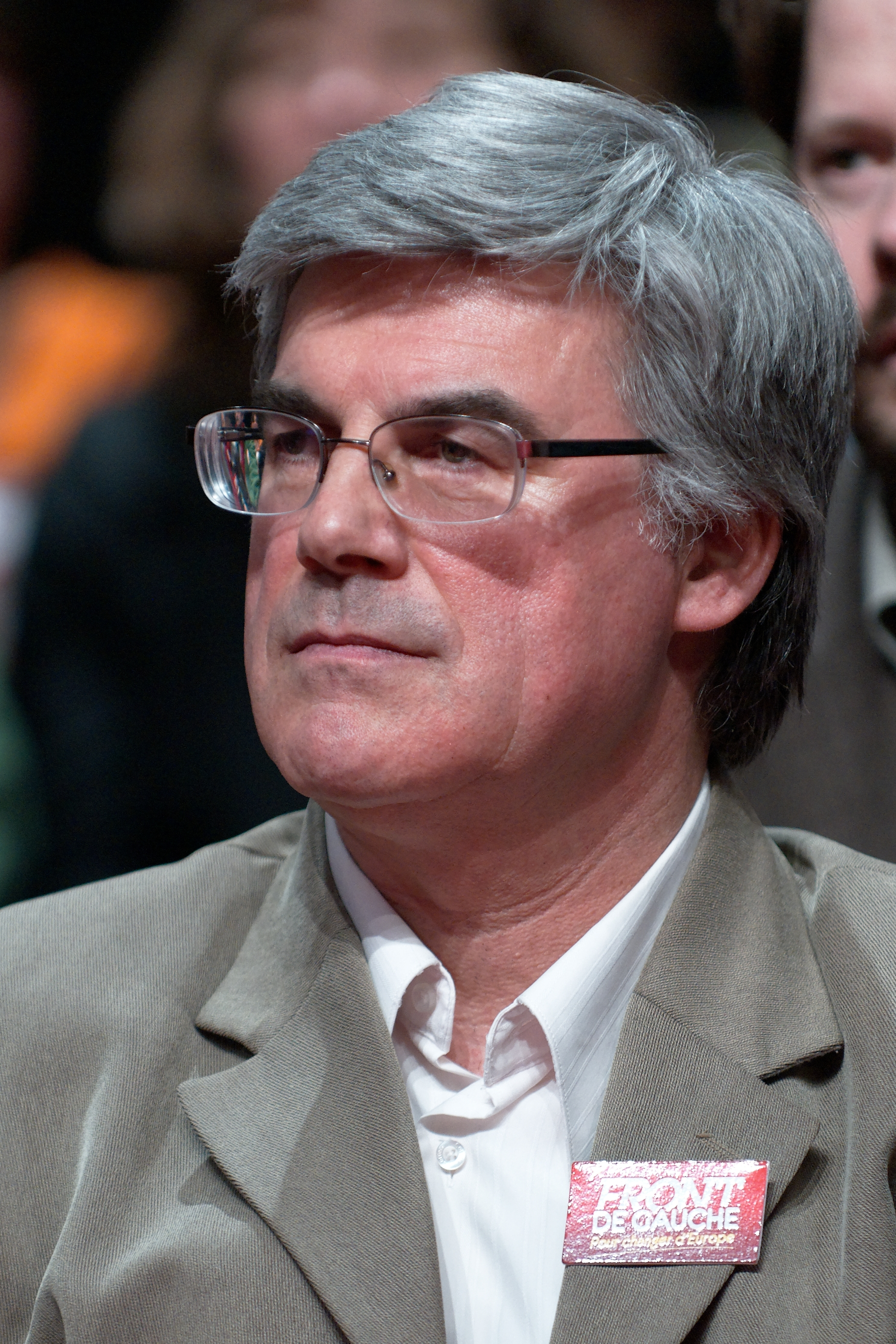
Patrick Le Hyaric directeur du journal L'Humanité, tête de liste dans la circonscription Île-de-France.

### Programme
Pour les élections européennes, le Front de gauche a proposé :
- Abandonner le Traité de Lisbonne.
- Droit à la retraite à 60 ans à taux plein.
- D'interdire les licenciements boursiers pour les entreprises qui font des profits.
- Lutter pour de nouveaux droits pour les travailleurs et les chômeurs.
- Que dans toutes entreprises de France le salaire maximum d'une entreprise n'excède pas plus de 20 fois le salaire minimum dans la même entreprise.
- Protéger et améliorer les services publics.
- Un salaire minimum européen égal à 60 % des salaires moyens dans chaque pays de l'Union Européenne.
- Un salaire minimum de 1 700 € par mois en France.
- Un salaire maximum de 360 000 € par an.

### Campagne électorale
Le Front de gauche lance la campagne des élections européennes en organisant un meeting national au Zénith de Paris, le 8 mars 2009. La réunion aurait rassemblé environ 6 000 personnes. Ses organisateurs se plaindront du mauvais traitement réservé au meeting par les médias. Les orateurs appellent à constituer des comités de soutien au niveau local.
Le 27 mars, un meeting organisé à Villenave-d'Ornon, dans la banlieue bordelaise, a rassemblé plus d'un millier de personnes. Quelques jours après le meeting de Carmaux, le Front de gauche exprime son désarroi face à l'attitude du Front national, qu'il accuse, par le biais d'une affiche, de détourner une citation de Jean Jaurès pour les besoins de sa propre campagne électorale. Le 11 mai, Paris Match publie un sondage dans lequel les listes du Front de gauche sont créditées de 6,5 % des intentions de vote. Évoquant « un changement de dynamique », Paris Match estime que le Front de gauche, « en progrès constant », pourrait « créer la surprise » et « venir contester au NPA - crédité de 7 % dans la même enquête - son leadership au sein de la gauche radicale ».

### Résultats
- <5 %
- 5-10%
- >10%

| Circonscription                           | Tête de liste           | Étiquette | Voix      | %       | Élus |
| ----------------------------------------- | ----------------------- | --------- | --------- | ------- | ---- |
| Nord-Ouest                                | Jacky Hénin             | PCF       | 169 786   | 6,84 %  | 1    |
| Ouest                                     | Jacques Généreux        | PG        | 114 909   | 4,58 %  | 0    |
| Est                                       | Hélène Franco           | PG        | 84 515    | 3,89 %  | 0    |
| Sud-Ouest                                 | Jean-Luc Mélenchon      | PG        | 213 926   | 8,15 %  | 1    |
| Sud-Est                                   | Marie-Christine Vergiat | sans      | 173 491   | 5,90 %  | 1    |
| Massif central-Centre                     | Marie-France Beaufils   | PCF       | 108 311   | 8,07 %  | 0    |
| Île-de-France                             | Patrick Le Hyaric       | PCF       | 176 817   | 6,32 %  | 1    |
| Outre-Mer (Liste Alliance des outre-mers) | Élie Hoarau             | PCR       | 73 117    | 21,01 % | 1    |
| Total                                     | -                       | -         | 1 114 872 | 6,47 %  | 5    |

Commentaire

Résultats par région en métropole.
<5 %
5-10%
>10%

Sur le plan national, en incluant les résultats obtenus par l'Alliance des outre-mers qu'il soutenait, le Front de gauche se place en cinquième position avec près de 6,5 % des voix et obtient cinq élus. Le Parti communiste conserve ses deux élus acquis lors des européennes de 2004, auxquels s'ajoute un élu communiste réunionnais, un élu du Parti de gauche et une élue sans étiquette issue de la société civile. Il devance les listes du Front national, du Nouveau Parti anticapitaliste et de Libertas.
Ce résultat cache de fortes disparités d'une circonscription à l'autre. Le Front de gauche obtient son meilleur score dans la circonscription sud-ouest avec Jean-Luc Mélenchon qui fait son entrée au Parlement européen avec plus de 8 % des voix ; il obtient également plus de 8 % des voix dans la circonscription Massif-central-Centre sans obtenir d'élu du fait du mode d'attribution des sièges. En revanche, il obtient des scores inférieurs à 5 % dans les circonscriptions est et ouest et il est parfois derrière le NPA. Le Parti de gauche considère alors qu'une simple addition des scores obtenues par le Front de gauche et le NPA (11,35 % des voix) aurait permis à ces deux partis, s'ils s'étaient présentés sur les mêmes listes, d'obtenir un total de douze élus, dont deux au détriment du FN et un au détriment de l'UMP, contre cinq au Front de gauche et aucun au NPA.

## Élections régionales de 2010

### Processus de constitution des listes

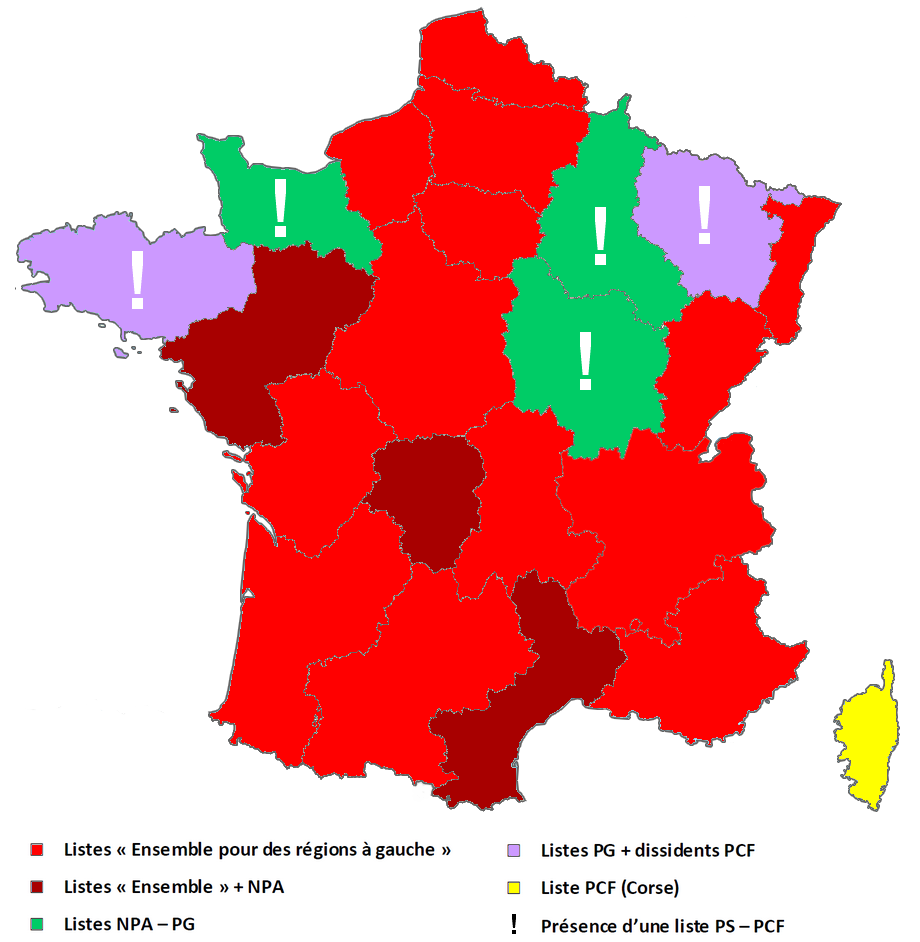
Cartographie de la situation globale au premier tour.

Dans la perspective des élections régionales de mars 2010, les formations parties prenantes se sont prononcées favorablement à la poursuite du Front en l'élargissant aux autres composantes de la gauche radicale (en particulier le NPA)[réf. nécessaire], mais cette hypothèse rencontre rapidement plusieurs difficultés. Des listes « Front de gauche » se constituent dans la plupart des régions. Dans une déclaration commune, PCF, PG et GU annoncent la création d'un « comité de liaison permanent » du Front de gauche en vue d'élaborer une « plate-forme partagée » et d'« enraciner le Front de gauche dans la durée ». Concernant les alliances avec d'autres forces politiques, la principale difficulté réside dans la stratégie d'alliance au deuxième tour. Le NPA s'oppose notamment à mener un exécutif régional avec le PS ou les Verts, en contradiction avec les orientations défendues par le PCF. Aucun accord national n'est trouvé, le NPA s'alliant toutefois au Front de gauche dans trois régions, et au PG dans 3 des 5 régions dans lesquelles le PCF a refusé de reconduire la stratégie du Front de gauche.
Pour le PCF, ce sont en effet les militants qui ont tranché dans chaque région. Ce vote a lieu entre les 19 et 21 novembre, et les militants communistes votent la reconduction du Front de gauche dans toutes les régions métropolitaines sauf cinq : la Basse-Normandie, la Bourgogne, la Bretagne, Champagne-Ardenne et la Lorraine, pour lesquelles le PCF choisit de faire liste commune avec le PS dès le premier tour. Cette situation est à l'origine de tensions au sein des fédérations locales du PCF : en Bourgogne, en Bretagne et en Lorraine, plusieurs responsables et militants communistes font dissidence pour rejoindre des listes d'union de la gauche radicale dans laquelle le PG est impliqué. Inversement, dans d'autres régions, des fédérations communistes font dissidence soit pour rallier le PS au premier tour, comme en Pays-de-la-Loire, ou plusieurs conseillers régionaux sortants se présenter sur la liste du PS, ou en Picardie, où les dissident rejoignent la liste socialiste sous les couleurs du Mouvement unitaire progressiste ; soit pour refuser de faire la campagne du Front de gauche, comme plusieurs fédérations de la région Poitou-Charentes.
Durant l'hiver 2009-2010, des discussions sont entreprises en vue de la constitution précise de listes « Ensemble pour des régions à gauche, solidaires, écologiques et citoyennes » construites autour du Front de gauche. Plusieurs formations politiques s'associent alors au Front, comme les Alternatifs, le PCOF (Parti communiste des ouvriers de France), le MPEP (Mouvement politique d'éducation populaire) et République et socialisme. Il se veut également ouvert « à toutes celles et tous ceux qui, à gauche, dans le mouvement social dans le monde du travail et de la culture, souhaitent élaborer et porter avec nous un programme qui réponde aux besoins de la population. » Un temps partie prenante de l'accord national, la FASE (Fédération pour une alternative sociale et écologique) se retire finalement du rassemblement lors du processus de constitution des listes, au cours duquel elle s'estime lésée.
Après signature d'un accord national de répartition des têtes de liste entre le Parti communiste et le Parti de gauche, des listes « Ensemble », au périmètre variable, seront présentées au premier tour dans 17 régions. Dans trois d'entre elles, le FDG s'allie avec le NPA. Le Parti de gauche mène trois de ces listes, des personnalités non encartées deux, la Gauche unitaire et les Alternatifs une chacun. Le PCF conduit l'ensemble des autres listes.
Le départ de la campagne officielle est donnée le 10 janvier 2010, avec la participation annoncée de « toutes les forces nouvelles et existantes qui participent au Front de gauche. »

### Résultats
| Région                     | Tête de liste                 | Liste composée de                                                                                             | Voix                               | %               |
| -------------------------- | ----------------------------- | --- | ---------------------------------- | --------------- |
| Auvergne                   | André Chassaigne (PCF)        | FDG (PCF, PG, GU)                                                                                             | 68 050                             | 14,24 %         |
| Limousin                   | Christian Audouin (PCF)       | FDG (PCF, PG), NPA, Alternatifs, FASE, Régions décroissance                                                   | 1er tour : 36 619 2e tour : 56 089 | 13,13 % 19,10 % |
| Nord-Pas-de-Calais         | Alain Bocquet (PCF)           | FDG (PCF, PG, GU), Alternatifs, DVG                                                                           | 132 450                            | 10,78 %         |
| Corse                      | Dominique Bucchini (PCF)      | PCF | 13 108                             | 10,02 %         |
| Languedoc-Roussillon       | René Revol (PG)               | FDG (PCF, PG, GU), NPA, Alternatifs, Mouvement politique d'émancipation populaire, FASE, Régions décroissance | 76 414                             | 8,59 %          |
| Haute-Normandie            | Sébastien Jumel (PCF)         | FDG (PCF, PG, GU), R&S                                                                                        | 47 961                             | 8,39 %          |
| Centre-Val de Loire        | Marie-France Beaufils (PCF)   | FDG (PCF, PG, GU), Alternatifs, PCOF, Mouvement politique d'émancipation populaire                            | 59 050                             | 7,53 %          |
| Midi-Pyrénées              | Christian Picquet (GU)        | FDG (PCF, PG, GU), Mouvement politique d'émancipation populaire, R&S                                          | 70 077                             | 6,91 %          |
| Île-de-France              | Pierre Laurent (PCF)          | FDG (PCF, PG, GU), Alternatifs, PCOF, Mouvement politique d'émancipation populaire, R&S, DVG                  | 189 187                            | 6,55 %          |
| Rhône-Alpes                | Élisa Martin (PG)             | FDG (PCF, PG, GU), Alternatifs, PCOF, Mouvement politique d'émancipation populaire                            | 107 768                            | 6,31 %          |
| Provence-Alpes-Côte d'Azur | Jean-Marc Coppola (PCF)       | FDG (PCF, PG, GU)                                                                                             | 89 255                             | 6,11 %          |
| Aquitaine                  | Gérard Boulanger (app. PG)    | FDG (PCF, PG, GU), Mouvement politique d'émancipation populaire, C&A                                          | 64 370                             | 5,95 %          |
| Picardie                   | Thierry Aury (PCF)            | FDG (PCF, PG, GU)                                                                                             | 30 719                             | 5,35 %          |
| Pays de la Loire           | Marc Gicquel (PG)             | FDG (PCF, PG, GU), NPA, Alternatifs, FASE, R&S                                                                | 58 897                             | 5,00 %          |
| Poitou-Charentes           | Gisèle Jean (SE)              | FDG (PCF, PG, GU), Mouvement politique d'émancipation populaire, R&S                                          | 28 803                             | 4,66 %          |
| Franche-Comté              | Evelyne Ternant (PCF)         | FDG (PCF, PG), Alternatifs                                                                                    | 16 171                             | 4,05 %          |
| Alsace                     | Jean-Yves Causer (Alternatif) | FDG (PCF, PG, GU), Alternatifs, PCOF, DVG                                                                     | 9 695                              | 1,86 %          |
| Total                      | -                             | - | 1 098 594                          |                 |

Dans la région Limousin, où la liste Front de gauche/NPA se maintenait au second tour, consécutivement au refus de fusion de la fédération socialiste de Haute-Vienne du fait de la présence de candidats du NPA, la liste conduite par Christian Audouin obtient 19,1 % des voix et 6 élus, soit une progression nette de 6 % entre les deux tours.

### Analyse des résultats
En moyenne, les listes où figuraient le Front de gauche (au nombre de 17) réalisent 7,49 % des voix. Elles dépassent la barre des 10 % dans quatre régions, celle des 5 % dans 14 régions. L'Alsace constitue une exception avec moins de 2 % des voix mais partout ailleurs, il est au-dessus des 4 %.
Sur le plan national, il dépasse le MoDem et le NPA, et se positionne comme la 5e force politique française[réf. nécessaire].
Le Front de gauche obtient finalement 97 élus dans 11 régions, dont 66 pour le PCF (plus 31 issus des listes d'union avec le PS), qui perd 83 par rapport aux dernières élections, du fait justement de la rupture de l'alliance avec le PS au premier tour dans une majorité de régions. Le Parti de gauche obtient lui 17 élus dans 9 régions, la Gauche unitaire 7 élus ; les 7 sièges restants se répartissent entre les petites formations alliées au FdG dans certaines régions et des candidats sans attache partisane. Le PCF obtient en outre la présidence de l'Assemblée de Corse pour Dominique Bucchini.

## Élections cantonales de 2011

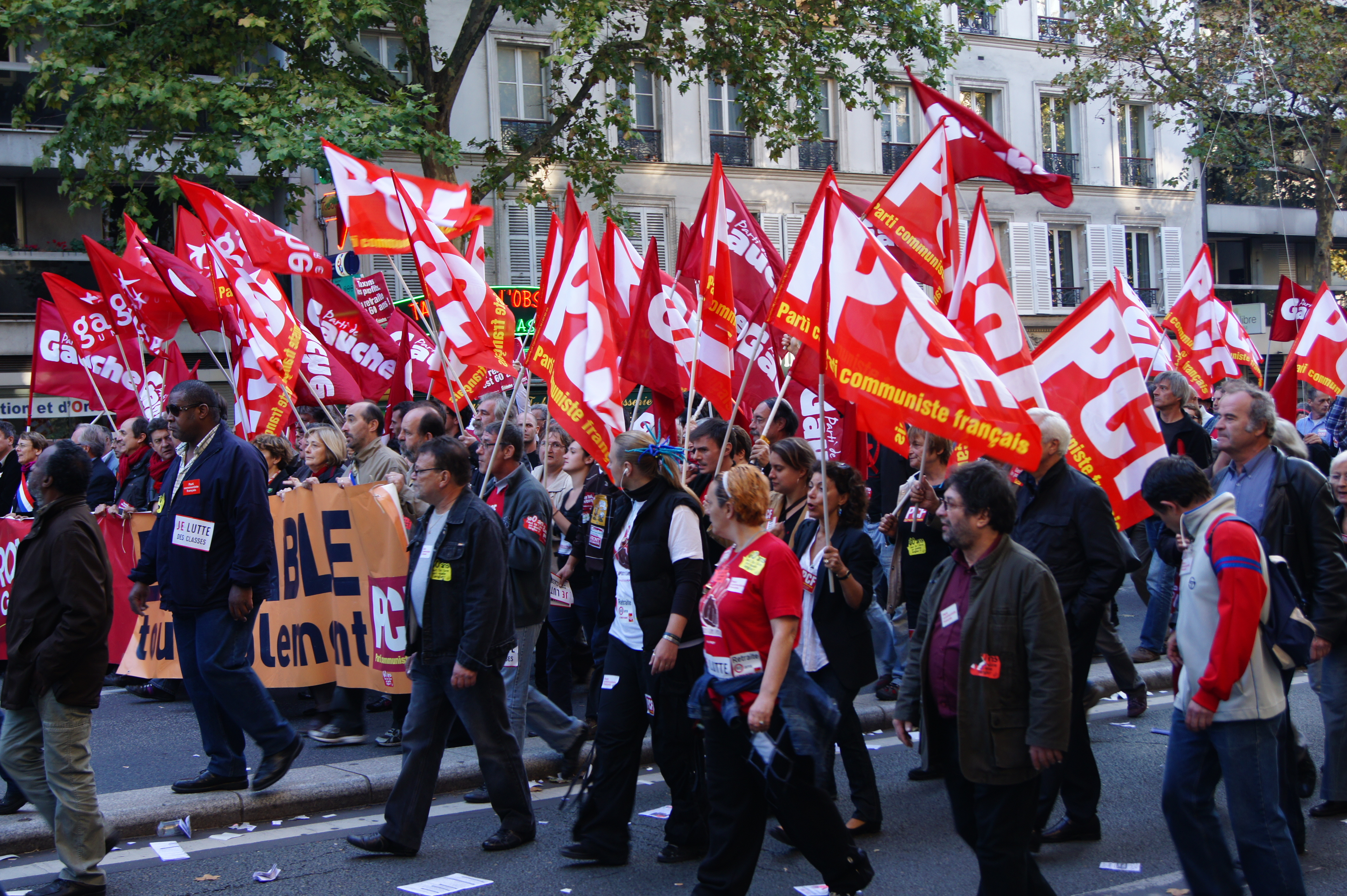
Militants du Front de gauche dans le cortège de la manifestation parisienne du 12 octobre 2010 contre le projet de réforme sur les retraites.

Le Front de gauche à clairement exprimé son intention de présenter des candidats dans un maximum de cantons. Le Front de gauche est cette fois élargi au Mouvement politique d'émancipation populaire (M'PEP) qui a fait une demande d'adhésion nationale au front. Dans certains départements, les candidats sont présentés en commun avec le Nouveau Parti anticapitaliste d'Olivier Besancenot et le Mouvement républicain et citoyen de Jean-Pierre Chevènement,,. L'objectif pour le PCF est de récupérer la Seine-Saint-Denis (perdue en 2008 au profit du PS), de conquérir le Cher (où le groupe communiste est à deux sièges près, aussi important que le groupe socialiste) ainsi que de conserver l'Allier et le Val-de-Marne. Mais les ambitions du Front de gauche se retrouvent compromises en Seine-Saint-Denis et dans le Val-de-Marne car bien que certaines candidatures soient communes avec le NPA, EÉLV et le PS présentent un maximum de candidats communs. Les candidats Front de gauche et alliés obtiennent finalement 10,38 % des voix au niveau national sur les cantons où le FDG était présent.

### Résultats notables
| Canton                   | Candidat FG               | Adversaire             | Voix 1er tour | Voix 2e tour | % 1er tour | % 2e tour |
| ------------------------ | ------------------------- | ---------------------- | ------------- | ------------ | ---------- | --------- |
| Aubervilliers-Est        | Pascal Beaudet (PCF)      | Evelyne Yonnet (PS)    | 1 269         | 2 255        | 30,85 %    | 50,78 %   |
| Villeneuve-Saint-Georges | Nathalie Dinner (PCF)     | Dominique Joly (FN)    | 761           | 2 110        | 25,33 %    | 59,45 %   |
| Montreuil-Ouest          | Belaid Bedreddine (PCF)   | Catherine Pilon (EELV) | 1 170         | 2 706        | 19,81 %    | 51,88 %   |
| Homécourt                | Jean-Pierre Minella (PCF) | Didier Galois (UMP)    | 3 258         | /            | 85,15 %    | /         |
| Billom                   | Jean-Pierre Buche (PG)    | Pierre Guillon (PS)    | 1 448         | 1 851        | 40,98 %    | 51,33 %   |
| Souvigny                 | Jean-Paul Dufregne (PCF)  | Isabelle Gardien (UMP) | 1 881         | /            | 68,23 %    | /         |
| La Chambre               | Jean-Louis Portaz (PG)    | Daniel Dufreney (CNIP) | 796           | 1 473        | 28,36 %    | 50,07 %   |

### Analyse
Avec 10,38 % des voix sur l'ensemble des cantons dans lesquels il présentait des candidats au premier tour, le Front de gauche se place comme étant la deuxième force de gauche de France devant EELV. 132 candidats FDG se maintiennent au second tour, et 121 d'entre eux ont été élus ou réélus.
- Dans le Cher, le Front de gauche ne parvient pas à prendre le département au PS. L'alliance réélit néanmoins tous ses sortants et gagne le canton de Mehun-sur-Yèvre.
- Dans le Puy-de-Dôme, le département d'André Chassaigne, le Front de gauche gagne deux sièges supplémentaires au détriment du PS (élu PG à Billom et élu PCF à Cunlhat) et réalise une double performance à Thiers : le PG et le PCF n'ayant pas trouvé d'accord, les deux partis ont présenté des candidats qui sont respectivement arrivés premier et deuxième au premier tour. Le candidat du PCF ne s'est pas maintenu au second tour, assurant la réélection de la candidate PG Annie Chevaldonné.
- Dans le Val-de-Marne, la Majorité sortante communiste sort renforcée. Là-aussi l'alliance EELV-PS est un échec, le PCF ne perd aucun siège et l'emporte à Villeneuve-Saint-Georges face au FN (le sortant socialiste ayant été battu dès le premier tour).
- Dans l'Allier, le Front de gauche consolide sa majorité. Trois sortants communistes sont réélus au premier tour. Au second, l'apparenté PCF Pascal Vernisse rapporte un siège supplémentaire au Front de gauche dans le département.
- En Haute-Vienne, le Front de gauche gagne 3 sièges en plus à la grande surprise dans des duels contre des sortants socialistes (à Ambazac, à Saint-Junien-Est et à Bellac).
- En Seine-Saint-Denis, le PCF échoue à reconquérir le département. L'alliance EELV-PS tourne néanmoins à l'échec, le Front de gauche gagne 2 sièges supplémentaires dans un duel face à un autre parti de gauche à Aubervilliers-Est face au PS et à Montreuil-Ouest face aux écologistes. Le Front perd uniquement Villepinte au profit de l'UMP. La surprise reste néanmoins la victoire face au PS et à EELV dans un duel où le FdG n'avait aucun soutien au second tour.

D'après une enquête publiée par l'Ifop, « la dynamique unitaire créée autour du Front de gauche a parallèlement permis d’enrayer le recul historique du PC puisque sur les 1 461 cantons où le PC était présent en 2004 et le Front de gauche en 2011, le résultat passe de 9,2 % à l’époque à 10,5 % ». L'enquête note également que les principales progressions ont été enregistrées dans des cantons où le PCF est historiquement peu implanté, et que la poussée a été en moyenne légèrement plus forte dans les cantons dans lesquels le Front de gauche présentait un candidat étiqueté PG. On constate également une absence de report des voix des électeurs de l'extrême-gauche de 2004 et, à l'inverse, un phénomène de report d'une partie des électeurs d'EELV dans les cantons dans lesquels le parti écologiste était absent. Enfin, parmi les 24 cantons dans lesquels le PCF et le PG se présentaient en concurrence au premier tour, 18 ont vu le candidat PG arriver devant le candidat PCF.

## Élections de 2012

### Campagne électorale

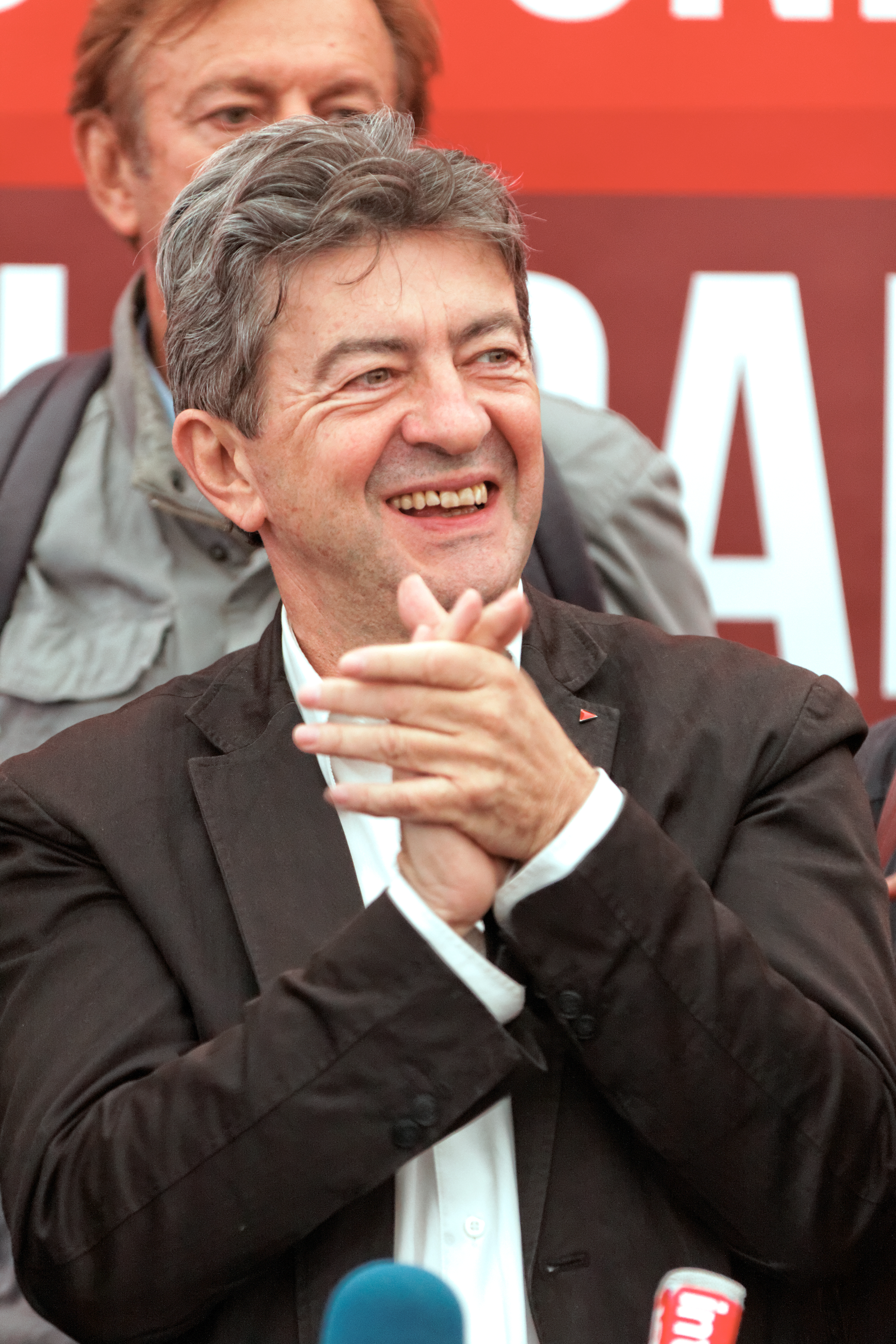
Jean-Luc Mélenchon à la Fête de l'Humanité 2012.

Les composantes du Front de gauche décident de présenter un candidat unique à l'élection présidentielle de 2012. Jean-Luc Mélenchon, coprésident du Parti de gauche, propose sa candidature le 21 janvier 2011. Dans les semaines suivantes, il reçoit le soutien de Gauche unitaire, puis de la Fédération pour une alternative sociale et écologique (FASE). Le 5 juin 2011, les délégués du PCF, réunis lors d'une conférence nationale, votent en faveur d'une résolution politique incluant la candidature de Jean-Luc Mélenchon en vue l'élection présidentielle. Les 16, 17 et 18 juin suivants, les militants communistes confirment ce choix à près de 60 %. Jean-Luc Mélenchon devient de ce fait le candidat officiel du Front de gauche à l'élection présidentielle. Le Front de gauche entre en campagne le mercredi 29 juin, place Stalingrad, lors d'un meeting unitaire qui réunit plus de 4 000 personnes. Après les interventions de la FASE et du PCF, notamment, c'est au tour du candidat Jean-Luc Mélenchon d'évoquer, entre autres, la sortie de l'OTAN, le retrait des troupes d'Afghanistan et de Libye, la diminution de la précarité et du démantèlement des services publics, une disposition à prendre les moyens financiers où ils se trouvent, l'établissement d'un salaire maximum et l'augmentation du SMIC. Le programme du Front de gauche, finalisé et intitulé « l'Humain d'abord » a été présenté à la Fête de l'Humanité en septembre 2011.

### Premier tour de l'élection présidentielle
Le candidat du Front de gauche, Jean-Luc Mélenchon, obtient 11,11 % des suffrages exprimés soit 3 985 298 voix, et se classe en quatrième position derrière Marine Le Pen (FN, 17,90 %), Nicolas Sarkozy (UMP, 27,18 %) et François Hollande (PS, 28,63 %).
En obtenant plus de 14 % des suffrages exprimés dans 20 départements, Jean-Luc Mélenchon réalise ses meilleurs scores dans le Sud-Est (14,07 % dans le département de l'Ardèche et 15,15 % dans celui Alpes-de-Haute-Provence), le Sud-Ouest (15,16 % dans les Hautes-Pyrénées et 16,86 % en Ariège), le Centre (13,99 % dans le Puy-de-Dôme et 14,36 % dans la Haute-Vienne) et l'Île-de-France (14,00 % dans le Val-de-Marne et 16,99 % en Seine-Saint-Denis).
Par contre, Jean-Luc Mélenchon réalise ses plus faibles scores dans le Nord-Est (7,30 % en Alsace et 8,61 % en Champagne-Ardenne), et dans les DOM/ROM & COM (3,30 % dans les COM et 6,20 % dans les DOM/ROM). Le Front de gauche arrive premier dans 323 communes françaises[réf. nécessaire].
En réalisant un score en retrait par rapport aux dernières intentions en faveur de Jean-Luc Mélenchon sondés par les instituts de sondage les semaines précédents le premier tour (autour de 14 à 15 %) combiné au score obtenu par Marine Le Pen (FN), les responsables et les militants du Front de gauche oscillent entre « déception » et satisfaction que la gauche de la gauche ait « trouvé en cette alliance sa traduction sur le théâtre électoral » selon Christian Picquet, président de la coordination de la campagne.
En effet, c'est la première fois depuis l'élection présidentielle de 1981 et les 15,35 % des suffrages exprimés de Georges Marchais pour le PCF qu'un candidat à la gauche du Parti socialiste franchit la barre des 10 %. Surtout, le candidat du Front de gauche capte l'essentiel des voix à gauche du Parti socialiste, qui étaient réparties entre plusieurs candidats aux élections présidentielles précédentes (13,81 % en 2002 ; 9,00 % des voix en 2007 ; 12,81 % des voix en 2012).

### Deuxième tour de l'élection présidentielle
À la suite de la réunion de ses composantes le mardi 24 avril, le Front de gauche arrête sa stratégie de l'entre-deux-tours en appelant à barrer la route sans conditions à Nicolas Sarkozy ; à se joindre aux manifestations des syndicats le 1er mai ; en refusant des meetings communs avec les autres forces de la gauche pour soutenir le candidat François Hollande mais en organisant un rassemblement le 4 mai sur les « objectifs » et les « propositions » du Front de gauche à Paris ; l'appel à un Front commun avec les autres partis de gauche pour les Législatives dans les circonscriptions où la menace du Front national pourrait conduire à l'élimination des gauches dès le premier tour.

## Élections législatives de 2012
Le Front de gauche présente des candidats dans toutes les circonscriptions de France métropolitaine. Un peu moins de 80 % de ces candidats sont issus du Parti communiste français (PCF) et une centaine du Parti de gauche. Le Mouvement politique d'éducation populaire, dont l'adhésion n'a toujours pas été validée à cause d'un désaccord sur la question de l'euro, soutient le Front de gauche dans toutes les circonscriptions (à l’exception de 3 circonscriptions où se présentent des figures du FN). La Fédération pour une alternative sociale et écologique a adhéré à l'association de financement Solidarité, écologie, gauche alternative (SEGA) et soutient donc des candidats sous l'étiquette Gauche alternative 2012, contre les candidats du Front de gauche, dans certaines circonscriptions.
| Composante                                            | Candidats | Sortants | Élus |
| ----------------------------------------------------- | --------- | -------- | ---- |
| Parti communiste français                             | 418       | 12       | 7    |
| Parti de gauche                                       | 102       | 3        | 1    |
| Gauche unitaire                                       | 22        | 0        | 0    |
| Fédération pour une alternative sociale et écologique | 7         | 3        | 2    |
| République et socialisme                              | 1         | 0        | 0    |
| Convergences et alternative                           | 2         | 0        | 0    |
| Convention pour une alternative progressiste          | 1         | 1        | 0    |
| Divers gauche                                         | 7         | 0        | 0    |

Fidèle à son objectif de faire chuter le Front national, le FG lance un appel à un front commun avec les autres partis de gauche dans une centaine de circonscriptions, où existe un risque de second tour FN/UMP, et menace la présence d'un candidat de gauche au second tour. À la suite de cet appel, les différents partis de gauche tentent de trouver un accord, mais finalement les négociations s'enlisent et aucun accord n'aboutit. Le 12 mai, Jean-Luc Mélenchon, ex-candidat du Front de gauche à l'élection présidentielle, annonce sa candidature dans la 11e circonscription du Pas-de-Calais, où il est notamment opposé à la présidente du Front national, Marine Le Pen. Il est battu dès le premier tour avec un peu plus de 21 % ; le second tour voit le candidat PS Philippe Kemel l'emporter face à Marine Le Pen avec 50,1 % des voix.
À l'issue du 1er tour, le Front de gauche obtient 6,91 % (1 793 192) des voix pour 19 députés sortants, des résultats en large baisse par rapport à l'élection présidentielle. Les députés Front de gauche sortants se retrouvent devancés par les socialistes dans de nombreuses circonscriptions. Le désistement républicain est appliqué, ne lui laissant que neuf députés en position d'être élus. En Seine-Saint-Denis, Patrick Braouezec (FASE) se maintient contre le candidat socialiste au deuxième tour. Le Front de gauche est forcé de lui retirer l'investiture. Il garde cependant le soutien de la FASE, de Solidarité, écologie, gauche alternative (SEGA) et de quelques communistes comme Marie-George Buffet. Il est finalement battu au second tour avec 47 % contre 53 % au candidat du PS. Au second tour, le Front de gauche obtient finalement 10 élus (7 PCF, 2 pour la FASE et 1 pour le PG) avec l'élection surprise de Patrice Carvalho (PCF) dans l'Oise. Le Front de gauche parvient à conserver un groupe parlementaire en s'alliant avec des élus d'outre-mer. Le groupe GDR est donc reconduit avec comme président André Chassaigne (PCF).
Par rapport à 2007, les résultats cumulés de la gauche antilibérale et de l'extrême gauche se maintiennent autour de deux millions de voix (en légère progression).
Ayant appelé à voter François Hollande pour barrer la route à Nicolas Sarkozy lors du second tour de l'élection présidentielle et contribué à ce titre l'élection du candidat socialiste, le Front de gauche s'estime pleinement partie prenante de la nouvelle majorité de gauche issue des urnes en 2012.
Lors des discussions qui ont suivi ces élections, devant le refus du nouveau chef de l'État et des dirigeants du Parti socialiste de prendre en compte des éléments du programme du Front de gauche, et n'adhérant pas au contenu de projets gouvernementaux, notamment à propos de l'Europe, de la gestion des déficits publics, de la redistribution des richesses, de la relance de la croissance et de l'emploi… le Front de gauche choisi de ne pas participer au gouvernement et de consacrer l'essentiel de son activité, notamment parlementaire, à faire évoluer les projets.

## Après 2012
Lors des débats suivant les élections législatives, la presse se fera l'écho de tensions entre le PCF et le PG. Jean-Luc Mélenchon et Pierre Laurent ont par exemple livré des appréciations divergentes des raisons du mauvais résultat des candidats du Front de gauche, le PG dénonçant notamment l'absence de campagne nationale. De son côté, Clémentine Autain, porte-parole de la FASE, exprime qu'un espace existe au sein du Front de gauche pour une troisième force, distincte du Parti communiste et du Parti de gauche. La Gauche anticapitaliste plaide ainsi pour la construction d'un « troisième pôle » avec la FASE, Convergences et alternative et Les Alternatifs plutôt que d'entrer dans le PG comme celui-ci le proposait.
La Gauche anticapitaliste, la FASE, Convergences et alternative et la Gauche unitaire engagent un processus de « rapprochement » pour « travailler à surmonter la dispersion de [leurs] forces » et « faire vivre, au sein du Front de gauche, un courant d’idées en commun » et publient en commun un premier texte de fond en octobre 2012. Les Alternatifs, qui votent en novembre 2012 leur entrée au Front de gauche, et République et socialisme rejoignent rapidement le processus. Les six organisations ainsi que des personnalités non encartées participent à la rédaction d'un bulletin commun d'information et de débat, Trait d'union.

### Campagne contre le traité européen (TSCG)
Le Front de gauche s'oppose à la ratification du Pacte budgétaire européen défendu par Angela Merkel et Nicolas Sarkozy qu'il désigne comme étant un « traité d’austérité » et demande un débat et un référendum sur la question, de ce fait critique la politique de François Hollande qui avait promis, dans ses 60 engagements, de renégocier ce traité. Le Front de gauche et une soixantaine d'organisations associatives, syndicales et politiques organisent donc une manifestation unitaire contre le traité le 30 septembre 2012 à Paris. Cette marche, partie de la place de la Nation jusqu'à celle d'Italie, a regroupé plus de 80 000 personnes selon les organisateurs.

### Campagne contre l'austérité et pour changer les institutions
Le Front de gauche lance au printemps 2013 une campagne contre l'austérité et pour changer les institutions. Cette campagne est destinée à permettre aux forces politiques, syndicales et associatives qui n'acceptent pas la politique d'austérité conduite par le gouvernement, de réfléchir à des propositions politiques alternatives communes en vue de créer les conditions d'un changement radical de cap gouvernemental susceptible de répondre aux attentes de l'électorat de gauche.
Le 5 mai 2013, un an après l'accession de François Hollande à la présidence de la République et en plein scandale Cahuzac, une manifestation nationale est organisée à Paris « contre l'austérité, contre la finance et pour une VIe République », rassemblant 180 000 personnes selon les organisateurs, 30 000 selon la préfecture de police. De nombreuses organisations se joignent au cortège, ainsi que des syndicalistes, le NPA, et à titre individuel Eva Joly, ancienne candidate d'EELV aux élections présidentielles de 2012.
Dans le prolongement de cette manifestation, le Front de gauche organise le 16 juin 2013 à Montreuil (Seine-Saint-Denis) des assises intitulées « changer de cap en France et en Europe », qui réunissent environ 2 500 acteurs politiques, syndicaux et du mouvement associatif, dans l'objectif de débattre des actions communes à mettre en œuvre afin de mettre fin aux orientations austéritaires du gouvernement de Jean-Marc Ayrault et de la Communauté européenne, et d'ouvrir la perspective d'une majorité politique alternative de gauche à contenu social, industriel, fiscal, écologique et institutionnel destiné à sortir de la crise. Environ 60 organisations ont participé à cette initiative, dont la Fondation Copernic, l'association ATTAC, les syndicats SUD solidaires, FSU et CGT, ainsi que le NPA représenté par sa porte-parole Christine Poupin, l'aile gauche du Parti socialiste représentée par Emmanuel Maurel, Marie-Noëlle Lienemann et Jérôme Guedj, ou encore EELV représenté par son secrétaire national Pascal Durand. Présentées comme une première étape dans un processus d'élargissement des convergences ne niant pas les différences d'approches ou de positionnement des acteurs présents ou à venir, ces assises ont abordé des sujets comme la revalorisation des salaires, le contrôle des licenciements, l'intervention de l'État pour le maintien des services publics, pour la croissance et la création d'emploi, la lutte contre la financiarisation de l'économie et contre l'évasion fiscale, la défense et l'extension du droit du travail, le contrôle public de la monnaie, la relocalisation des activités, la contribution des revenus financiers au régime des retraites, le développement industriel et la défense de l'environnement, l'extension des droits démocratiques… Elles se sont notamment conclues sur plusieurs axes d'intervention immédiats (réforme des retraites, Marché transatlantique, acte III de la décentralisation), dans l'esprit qui avait animé la campagne collective contre le traité constitutionnel européen, lors du référendum de 2005.

## Élections de 2014

### Élections municipales de 2014

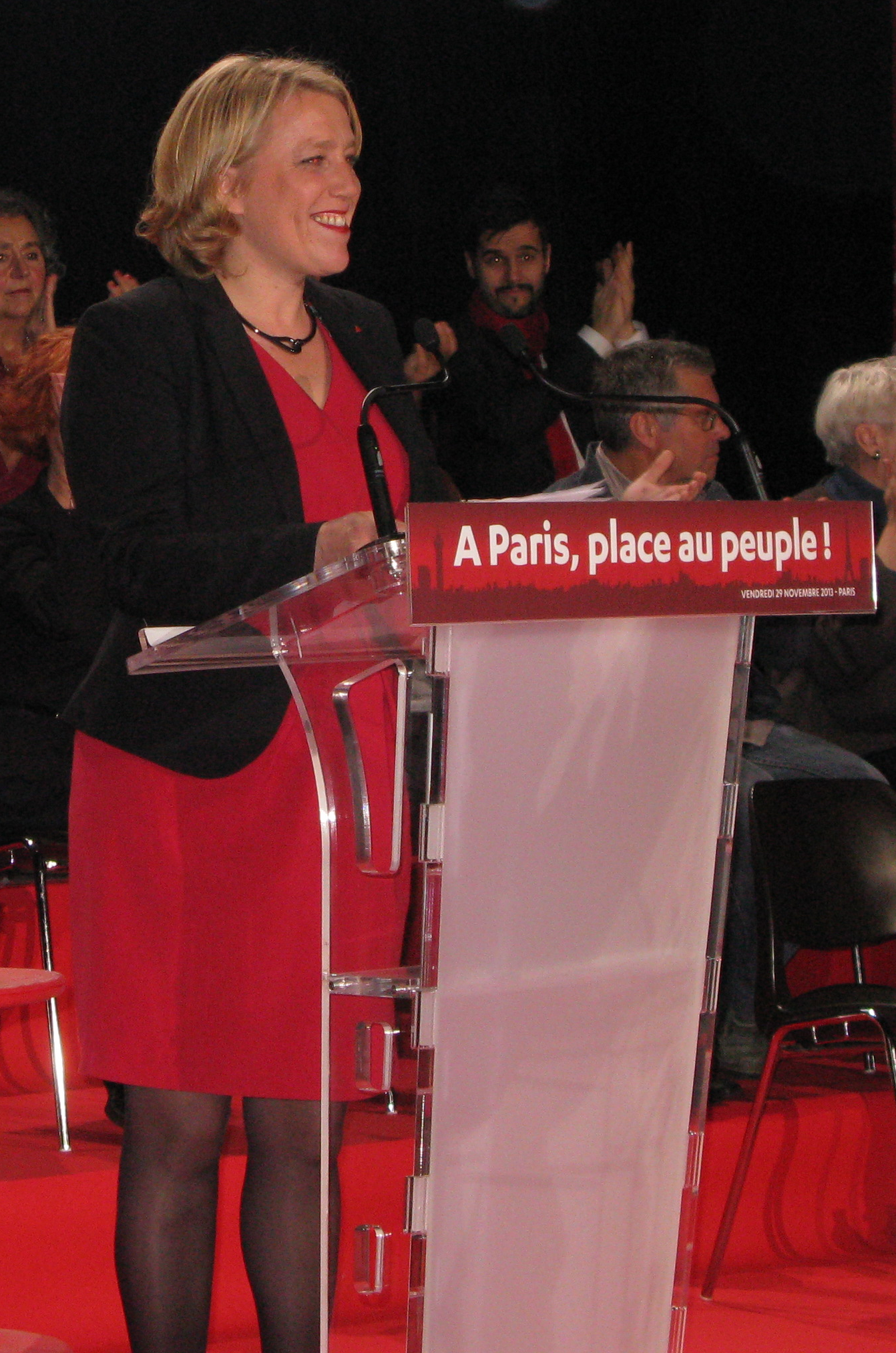
Danielle Simonnet lance la campagne parisienne.

Aux élections municipales de 2014, le Parti de gauche et la plupart des autres organisations membres du Front de gauche souhaitent présenter des listes Front de gauche autonomes du Parti socialiste dans le maximum de villes, tandis que le PCF laisse le choix à ses adhérents de voter en interne leur stratégie ville par ville. Ainsi, dans plusieurs communes, le PCF choisit de constituer des listes communes avec le PS (listes incluant, selon les cas, d'autres partis de la majorité présidentielle, comme EELV, le PRG, etc.). De même, dans les villes ayant un maire sortant communiste, l'option privilégiée est plutôt celle d'accords « larges », incluant si possible toute la gauche. Dans le même temps, Pierre Laurent réaffirme l'opposition du PCF à la politique du gouvernement de Jean-Marc Ayrault. Finalement, dans la majeure partie des villes de 20 000 habitants, il est prévu que le Front de gauche partira uni, parfois de listes communes avec d'autres formations comme Europe Écologie Les Verts et le Nouveau Parti anticapitaliste.
Dans plusieurs grandes villes, comme Rennes, Grenoble, Toulouse, Clermont-Ferrand, Villeurbanne ou Paris, le PCF, parfois rejoint par la GU - au prix d'une grave crise interne - et République et socialisme, a fait le choix de s'allier au PS au premier tour. Dans ce cas de figure, le Parti de gauche et Ensemble préfèrent constituer des listes autonomes du PS, souvent dans le cadre d'alliances avec EELV ou le NPA.
Dans le cas de Paris, les dirigeants locaux du PCF, appuyés dans leur choix par Pierre Laurent, plaident pour des listes communes avec le PS et sa chef de file, Anne Hidalgo. Lors d'un vote interne des adhérents parisiens du PCF, ce choix est validé par 57 % des suffrages exprimés, contre 43 % pour des listes Front de gauche autonomes du PS. Le résultat de ce vote provoque des tensions au sein du Front de gauche : s'estimant « odieusement trahi » et avoir « le cœur en cendres », Jean-Luc Mélenchon déclare « ce n’est pas un cas qui va tout ruiner mais c’est un cas déplorable parce qu’on le voit comme le nez au milieu de la figure », et Clémentine Autain « redoute les traces que laissera ce choix qui est une faute politique ». Dans la foulée, le PG, la FASE, GA, les Alternatifs, le PCOF et Convergences et alternative s'engagent à constituer une liste autonome de la liste d'union de la gauche, avec comme chef de file la conseillère de Paris (PG) Danielle Simonnet.
Jean-Luc Mélenchon préfère, en octobre 2013, voir un Front de gauche uni dans les autres grandes villes de France : « Paris, c'est l’exception […] Dans la majorité des cas, dans tout le pays, les communistes restent fidèles au Front de gauche et souvent c'est eux qui l'animent. Ils seront en tête des listes du Front de gauche dans tout le pays ». En fin de compte, le discours est légèrement différent en février 2014 : « [les communistes] me lâchent dans une série de villes […] donc je fais ce que je peux », le coprésident du PG reconnaissant que dans la moitié des villes de plus de 20 000 habitants, le PCF fera liste commune avec PS.
À Paris, les tensions s'aggravent lorsque le logo Front de gauche apparaît, accolé à celui du PCF, sur la première version de l'affiche de campagne de la candidate socialiste Anne Hidalgo. La liste autonome conduite par Danielle Simonnet a alors exigé que le logo « Front de gauche » ne figure pas sur les affiches et le matériel de campagne d'Anne Hidalgo. Le chef de file du PCF à Paris, Ian Brossat a réagi : « On a décidé de retirer le logo Front de gauche. On a demandé au Parti de gauche de faire de même. Ils ont décidé de ne pas le faire. Je le regrette mais ça ne nous empêchera pas de travailler ensemble à l’avenir ».

### Campagne contre le traité transatlantique (TAFTA)
Le Front de gauche est fortement mobilisé contre ce traité qui introduit le libre-échange des marchandises entre l'Europe, le Canada et les États-Unis. Il combat le TAFTA non seulement parce que ce type de marché commun est contre les principes du Front de gauche, mais aussi parce que ce traité va renforcer l'accès au marché européen pour les poulets élevés avec des hormones, les OGM, etc.

### Élections européennes de 2014
Malgré les tensions accumulées lors des élections municipales, le Front de gauche part uni aux élections européennes et présente des listes dans les 7 circonscriptions de Métropole, avec les têtes de listes suivantes :
- Circonscription Île-de-France : Patrick Le Hyaric (PCF)
- Circonscription Sud-Est : Marie-Christine Vergiat (non encartée[124])
- Circonscription Sud-Ouest : Jean-Luc Mélenchon (PG)
- Circonscription Nord-Ouest : Jacky Hénin (PCF)
- Circonscription Ouest : Myriam Martin (Ensemble !)
- Circonscription Est : Gabriel Amard (PG)
- Circonscription Massif central-Centre : Corinne Morel Darleux (PG)

Le 29 avril 2014, la Gauche unitaire, insatisfaite par les places qui lui sont accordées lors du processus de constitution des listes décide de suspendre sa participation au Front de gauche, qu'elle qualifie de « bateau ivre que ne rassemblent ni une stratégie cohérente ni un discours audible de la gauche et du peuple ». Le secrétaire national du PG Éric Coquerel, deuxième de liste dans le Sud-Est, préfère minorer cette défection : « C’est regrettable, mais GU ne représente que quelques dizaines de militants dans tout le pays […]. Le vrai problème de GU, c’est qu’ils ont perdu les deux tiers de leurs adhérents. Ils ne peuvent plus peser dans une négociation », faisant par là référence au départ de nombreux militants de GU partis rejoindre le mouvement Ensemble !.
Malgré l'effondrement du PS, les résultats du Front de gauche sont décevants, avec 6,61 % des voix et 4 élus, il se place en sixième position et réalise un score à peine supérieur à celui obtenu lors des élections de 2009, alors que l'objectif était de dépasser le Parti socialiste. Mélenchon, un mois après les élections, en tire un constat d'« échec » du Front de gauche, rejetant la responsabilité sur le PCF et les accords électoraux conclus entre celui-ci et le PS aux élections municipales.
Le 22 août 2014, Jean-Luc Mélenchon annonce son départ de la direction du Parti de gauche et la création d'une direction collégiale.

## Élections régionales de 2015
Aux élections régionales de 2015, le Front de gauche part divisé et obtient des résultats fragmentés au premier tour : 2,49 % des voix lorsqu'il se présente uni (7 régions), 1,55 % des voix lorsque le PCF fait cavalier seul (4 régions), et enfin 2,80 % pour les listes où tout ou partie du Front de gauche est allié à EELV (4 régions). À l'issue du scrutin, le Front de gauche n'est en mesure de se maintenir que dans une seule région française pour le second tour (Languedoc-Roussillon-Midi-Pyrénées, avec EELV). Le Front de gauche rejoint les listes du Parti socialiste dans l'ensemble des régions où il est en mesure de fusionner, et appelle à voter PS en région Centre Val-de-Loire.

## Disparition

### Départ du Parti de gauche et création de La France insoumise
En vue de l'élection présidentielle de 2017, Jean-Luc Mélenchon lance en février 2016 un nouveau mouvement, La France insoumise.
Dans une note de blog de 2017, Jean-Luc Mélenchon écrit que le Front de gauche « n'existe plus depuis deux ans », la coalition ayant pris fin pour lui lors des régionales de 2015[source insuffisante]. Il disait alors « On ne m’y recollera plus. J’en ai assez de devoir rendre des comptes pour des situations qui m’ont été imposées de force et que je désapprouve totalement. Les déclarations unitaires suivies de noirs sectarismes, les « constructions originales » qui sont des feuilles de vigne sur les vieilles pratiques bureaucratiques, rien de tout cela ne correspondait déjà à la période précédente. Dans le contexte, c’est tout simplement le néant groupusculaire assuré »[source insuffisante].
Le 3 juillet 2016, Jean-Luc Mélenchon annonce unilatéralement la fin du Front de gauche, regrettant les propos critiques des dirigeants communistes à son encontre. Pierre Laurent reproche ces propos à Jean-Luc Mélenchon et indique : « Je n'enterre pas le Front de gauche. Nous avons eu une discussion lors de notre congrès pour savoir si nous tournions la page du Front de gauche, et la conclusion de notre congrès a été très claire : il faut essayer de poursuivre le Front de gauche et de l'élargir encore ».

### Élections législatives de 2017
À l'approche des élections législatives de 2017, des négociations bi-latérales s'ouvrent entre les deux formations France insoumise / PCF dans un climat tendu. L'équipe dirigeante de la France insoumise condamne ainsi ce qu'elle qualifie d'instrumentalisation du Front de gauche et de la candidature du candidat FI par les candidats communistes aux législatives : selon elle « Le PCF cherche à semer la confusion chez les électeurs qui ont voté pour le candidat de la France insoumise en faisant croire que les candidats du PCF aux législatives ont le soutien de Jean-Luc Mélenchon ».
Le 9 mai 2017, Manuel Bompard, ex-directeur de campagne de Jean-Luc Mélenchon indique dans un communiqué que « Pierre Laurent a décidé de rompre les discussions sur les candidatures aux élections législatives. […] La direction du PCF a donc lancé la campagne de tous ses candidats sous le sigle du PCF, membre d'un Front de gauche pourtant aujourd'hui inexistant. J'en prends acte. Je le déplore ».
Le lendemain, Pierre Laurent, secrétaire national du PCF, répond par voie de communiqué que « cette rupture, ni moi, ni la direction du PCF, ne l'avons ni décidé, ni souhaité. Ceux qui affirment le contraire mentent et cherchent à se dédouaner de leurs responsabilités. […] Je sentais grandir le risque puisque nos interlocuteurs écartaient depuis déjà dix jours toute possibilité d'un accord national qui n'aurait pas lieu sous la tutelle unique de la France insoumise, poussant ainsi à la multiplicité des candidatures issues des diverses forces ayant soutenu Jean-Luc Mélenchon, et à la division des électeurs réunis par son bulletin de vote le 23 avril. Depuis, nous en étions réduits à des discussions rabougries comme peau de chagrin, concernant une poignée de circonscriptions, 26 exactement sur 577 lors de la dernière discussion de lundi. Nous les poursuivions tout de même, avec la volonté d'aboutir à un accord pourtant insuffisant mais dont nous espérions qu'il envoie un signal unitaire positif. Le communiqué de France insoumise rompt cette dernière discussion. C'est irresponsable. […] Je demande aux candidats que nous avons investi d’entrer en campagne partout, en maintenant la main tendue et ouverte à tout accord qui permettra localement ou nationalement de dépasser cette situation ».

### XXXVIIIecongrèsdu PCF
Cependant, la question de la fin de facto du Front de gauche dépasse le seul enjeu de désaccord entre la France insoumise et le PCF. En 2017 et 2018, le site internet et les tracts d'Ensemble !, ou de République et socialisme, revendiquent toujours leur appartenance au Front de gauche. Par ailleurs, pour les élections législatives françaises de 2017, les candidats communistes portent l'étiquette « PCF - Front de gauche ». En novembre 2018, le XXXVIIIe congrès communiste acte la fin du Front de gauche, le PCF reprenant son autonomie pour pouvoir s'allier soit à La France insoumise soit au PS au niveau local.

## Résultats électoraux

### Élection présidentielle
| Année | Candidat           | Premier tour | Premier tour | Premier tour |
| Année | Candidat           | Voix         | %            | Rang         |
| ----- | ------------------ | ------------ | ------------ | ------------ |
| 2012  | Jean-Luc Mélenchon | 3 984 822    | 11,10        | 4e           |

### Élections législatives
| Année | Premier tour | Premier tour | Premier tour | Second tour | Second tour | Second tour | Sièges   |
| Année | Voix         | %            | Rang         | Voix        | %           | Rang        | Sièges   |
| ----- | ------------ | ------------ | ------------ | ----------- | ----------- | ----------- | -------- |
| 2012  | 1 793 192    | 6,91         | 4e           | 249 498     | 1,08        | 10e         | 10 / 577 |

### Élections européennes
| Année | Voix      | %    | Rang | Sièges |
| ----- | --------- | ---- | ---- | ------ |
| 2009a | 1 041 911 | 6,05 | 5e   | 4 / 74 |
| 2014b | 1 252 730 | 6,61 | 6e   | 4 / 74 |

a  Soutient la liste « Alliance des 0utre-Mers » dans la circonscription Outre-Mer, qui obtient 73 110 voix (0,42 % au niveau national) et un élu.

b  Alliance avec « L'Union pour les Outremers ».

### Élections régionales
| Année | Premier tour | Premier tour | Premier tour | Second tour | Second tour | Second tour | Sièges   |
| Année | Voix         | %            | Rang         | Voix        | %           | Rang        | Sièges   |
| ----- | ------------ | ------------ | ------------ | ----------- | ----------- | ----------- | -------- |
| 2010a | 1 137 250    | 5,84         | 5e           | 56 092      | 0,26        | 9e          | 6 / 1758 |
| 2015b | 543 935      | 2,51         | 7e           | –           | –           | –           | 0 / 1758 |

a Les listes régionales d'alliances entre le Parti communiste français et le Parti socialiste et entre le Parti de gauche et le Nouveau Parti anticapitaliste ne sont pas prises en compte (Basse-Normandie, Bourgogne, Bretagne, Champagne-Ardenne et Lorraine).

b Les listes du Parti communiste français uniquement obtiennent 337 410 voix (1,55 %) et celles d'alliance avec Europe Écologie Les Verts 607 758 voix (2,80 %).

### Élections cantonales puis départementales
| Année | Premier tour | Premier tour | Premier tour | Second tour | Second tour | Second tour | Sièges     |
| Année | Voix         | %            | Rang         | Voix        | %           | Rang        | Sièges     |
| ----- | ------------ | ------------ | ------------ | ----------- | ----------- | ----------- | ---------- |
| 2011  | 817 297      | 8,92         | 5e           | 397 191     | 5,02        | 6e          | 121 / 2000 |
| 2015a | 962 384      | 4,72         | 8e           | 266 896     | 1,44        | 8e          | 19 / 4108  |

a Le Parti communiste français seul obtient 269 205 voix au premier tour (1,32 %) et 100 413 au second (0,54 %), pour 116 élus. Le Parti de gauche seul obtient 12 027 voix au premier tour (0,06 %) et 2 498 au second (0,01 %), pour 2 élus.

### Élections municipales
| Année | Premier tour | Premier tour | Premier tour | Second tour | Second tour | Second tour | Sièges        |
| Année | Voix         | %            | Rang         | Voix        | %           | Rang        | Sièges        |
| ----- | ------------ | ------------ | ------------ | ----------- | ----------- | ----------- | ------------- |
| 2014a | 417 618      | 1,90         | 5e           | 93 417      | 0,93        | 6e          | 1015 / 526341 |

a Le Parti communiste français seul obtient 200 937 voix au premier tour (0,91 %) et 80 110 au second (0,80 %), pour 1 656 élus. Le Parti de gauche seul obtient 69 523 voix au premier tour (0,32 %) et 11 085 au second (0,11 %), pour 160 élus.